# Selenops galapagoensis
Selenops galapagoensis är en spindelart som beskrevs av Banks 1902. Selenops galapagoensis ingår i släktet Selenops och familjen Selenopidae. Inga underarter finns listade i Catalogue of Life.